# Panthera blytheae
Espèce
Panthera blytheae est une espèce éteinte de félidés décrite en 2013. Elle serait la plus ancienne espèce du genre Panthera connue à ce jour,.

## Découverte et étymologie
Le spécimen type de Panthera blytheae a été découvert le 7 juillet 2010 dans le comté de Zanda, sur les hauts-plateaux du Tibet. Il consiste en un crâne partiel et quelques dents. D’autres spécimens, provenant de deux animaux ont été découverts dans des gisements voisins lors de la même expédition.
Le crâne découvert est à peu près de taille identique à celui de Neofelis nebulosa et environ 10% plus petit que celui de Panthera uncia.

## Étymologie
Le nom Panthera blytheae a été choisi en l’honneur de Blythe Haaga, fille de la famille Haaga, bienfaiteurs au Muséum d'Histoire Naturelle de Los Angeles. Les spécimens sont conservés à l’Institute of Vertebrate Paleontology and Paleoanthropology de Pékin, en Chine.

## Origine et évolution du genrePanthera
Les scientifiques ont établi que le félin nouvellement découvert était une espèce du genre Panthera, proche de l’once, Panthera uncia. Son âge a été établi à 5,9 - 4,1 millions d’années, soit la transition Miocène-Pliocène, P. blytheae est ainsi le plus vieux fossile du genre Panthera (sous-famille des Pantherinae) connu. Auparavant, les plus anciens fossiles du genre Panthera étaient connus de Laetoli, en Tanzanie, et sont datés de 3,5 millions d’années, ces fossiles semblent appartenir à deux espèces distinctes. Des fossiles plus récents trouvés à Olduvai, attribués à Panthera leo, sont datés de 1,8 - 1,7 million d’années. Plusieurs autres sites africains du Pléistocène inférieur ont livré des restes de lion.
Selon l’horloge moléculaire, la divergence entre la sous-famille des Pantherinae et les autres Felidae serait datée d’environ 10,8 millions d’années, mais la découverte et l’analyse de Panthera blytheae révèlent une divergence plus ancienne, datée de 16,4 millions d’années. Certains auteurs ont auparavant suggéré, d’après les restes africains, que l’origine de la sous-famille des Pantherinae serait africaine. La découverte récente de Panthera blytheae et P. zdanskyi laisse penser que son origine est plutôt asiatique. Les études génétiques ont d’ailleurs montré que ce sont les espèces asiatiques, Panthera tigris, P. uncia et le genre Neofelis qui sont les plus primitives au sein de la sous-famille des Pantherinae.
Il est intéressant de noter que les scientifiques ont montré la proximité entre Panthera blytheae et P. uncia. Les fossiles de cette dernière espèce sont rares et vraisemblablement à rapporter à Panthera pardus. P. uncia est connu dans les dépôts de Siwalik, au Pakistan, âgés de 1,4 - 1,2 million d’années. À noter que Panthera uncia est parfois rattachée à un genre distinct ce que les études génétiques contredisent. Panthera tigris et P. uncia ont été définis comme un clade distinct des autres membres du genre Panthera, à savoir P. onca, P. pardus et P. leo.

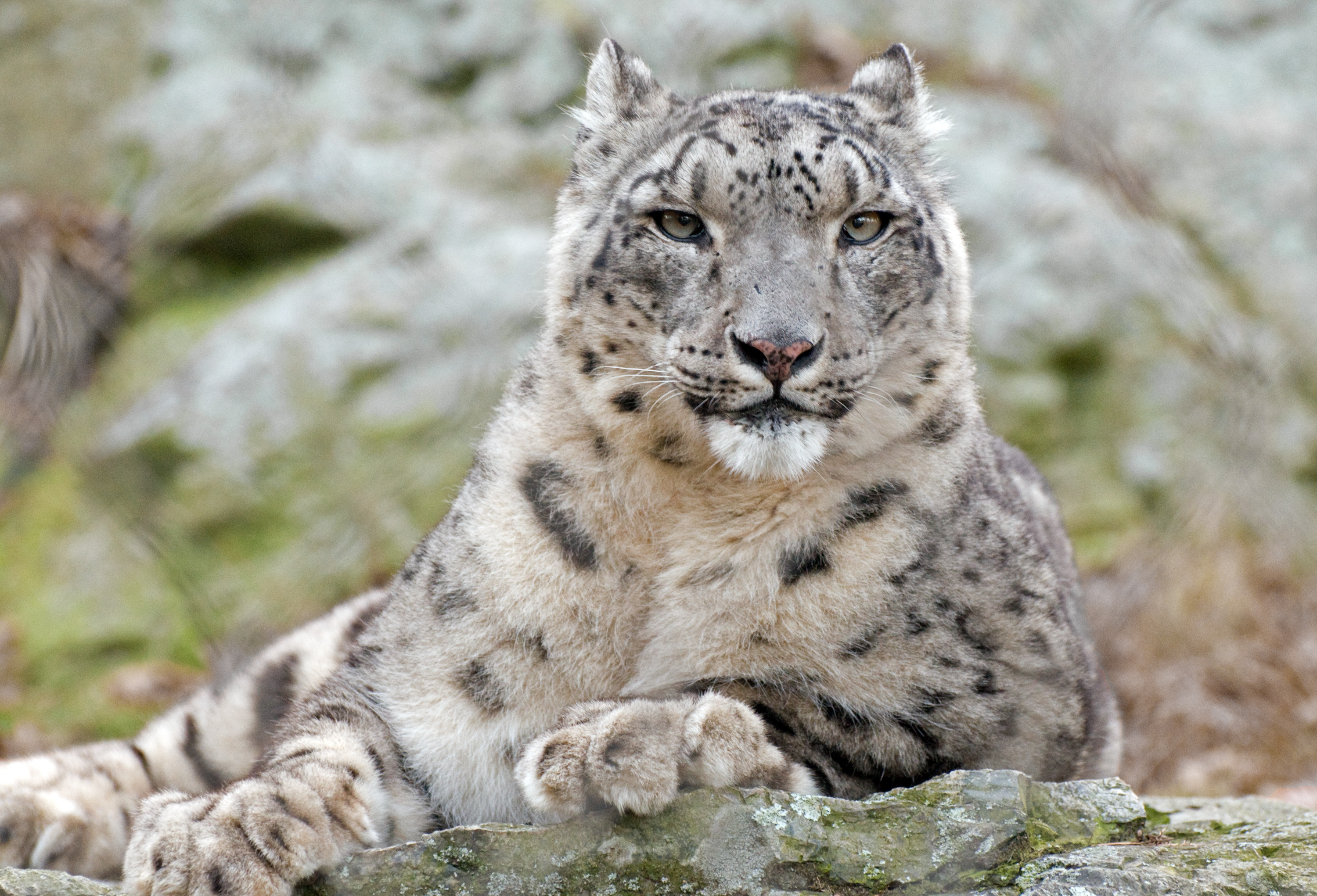
La panthère des neiges, proche parent moderne de Panthera blytheae.

## Phylogénie
Cladogramme basé sur l'analyse phylogénétique des espèces vivantes et éteintes (†) du genre Panthera réalisée par P. Piras et ses collègues en 2018. P. blytheae y est placée en groupe frère de la Panthère des neiges actuelle (Panthera uncia) :
|  | \| \| † Panthera blytheae \| \| \| \| \| \| Panthera uncia (Panthère des neiges) \| \| \| \| |
|  |                                                                                              |
|  | † Panthera blytheae                                                                          |
|  |                                                                                              |
|  | Panthera uncia (Panthère des neiges)                                                         |
|  |                                                                                              |

|  | † Panthera blytheae                  |
|  |                                      |
|  | Panthera uncia (Panthère des neiges) |
|  |                                      |

|  | \| \| † Panthera zdanskyi (Tigre de Longdan) \| \| \| \| \| \| Panthera tigris (Tigre) \| \| \| \| |
|  | |
|  | † Panthera zdanskyi (Tigre de Longdan)                                                             |
|  | |
|  | Panthera tigris (Tigre)                                                                            |
|  | |

|  | † Panthera zdanskyi (Tigre de Longdan) |
|  |                                        |
|  | Panthera tigris (Tigre)                |
|  |                                        |

|  | \| \| † Panthera blytheae \| \| \| \| \| \| Panthera uncia (Panthère des neiges) \| \| \| \| |
|  |                                                                                              |
|  | † Panthera blytheae                                                                          |
|  |                                                                                              |
|  | Panthera uncia (Panthère des neiges)                                                         |
|  |                                                                                              |

|  | † Panthera blytheae                  |
|  |                                      |
|  | Panthera uncia (Panthère des neiges) |
|  |                                      |

|  | \| \| † Panthera zdanskyi (Tigre de Longdan) \| \| \| \| \| \| Panthera tigris (Tigre) \| \| \| \| |
|  | |
|  | † Panthera zdanskyi (Tigre de Longdan)                                                             |
|  | |
|  | Panthera tigris (Tigre)                                                                            |
|  | |

|  | † Panthera zdanskyi (Tigre de Longdan) |
|  |                                        |
|  | Panthera tigris (Tigre)                |
|  |                                        |

|  | \| \| † Panthera gombaszoegensis (Jaguar européen) \| \| \| \| \| \| Panthera onca (Jaguar) \| \| \| \| |
|  | |
|  | † Panthera gombaszoegensis (Jaguar européen)                                                            |
|  | |
|  | Panthera onca (Jaguar)                                                                                  |
|  | |

|  | † Panthera gombaszoegensis (Jaguar européen) |
|  |                                              |
|  | Panthera onca (Jaguar)                       |
|  |                                              |

|  | Panthera leo (Lion) |
|  | |
|  | \| \| † Panthera spelaea (Lion des cavernes d'Eurasie) \| \| \| \| \| \| † Panthera atrox (Lion d'Amérique) \| \| \| \| |
|  | |
|  | † Panthera spelaea (Lion des cavernes d'Eurasie)                                                                        |
|  | |
|  | † Panthera atrox (Lion d'Amérique)                                                                                      |
|  | |

|  | † Panthera spelaea (Lion des cavernes d'Eurasie) |
|  |                                                  |
|  | † Panthera atrox (Lion d'Amérique)               |
|  |                                                  |

|  | Panthera leo (Lion) |
|  | |
|  | \| \| † Panthera spelaea (Lion des cavernes d'Eurasie) \| \| \| \| \| \| † Panthera atrox (Lion d'Amérique) \| \| \| \| |
|  | |
|  | † Panthera spelaea (Lion des cavernes d'Eurasie)                                                                        |
|  | |
|  | † Panthera atrox (Lion d'Amérique)                                                                                      |
|  | |

|  | † Panthera spelaea (Lion des cavernes d'Eurasie) |
|  |                                                  |
|  | † Panthera atrox (Lion d'Amérique)               |
|  |                                                  |

|  | Panthera leo (Lion) |
|  | |
|  | \| \| † Panthera spelaea (Lion des cavernes d'Eurasie) \| \| \| \| \| \| † Panthera atrox (Lion d'Amérique) \| \| \| \| |
|  | |
|  | † Panthera spelaea (Lion des cavernes d'Eurasie)                                                                        |
|  | |
|  | † Panthera atrox (Lion d'Amérique)                                                                                      |
|  | |

|  | † Panthera spelaea (Lion des cavernes d'Eurasie) |
|  |                                                  |
|  | † Panthera atrox (Lion d'Amérique)               |
|  |                                                  |

|  | Panthera leo (Lion) |
|  | |
|  | \| \| † Panthera spelaea (Lion des cavernes d'Eurasie) \| \| \| \| \| \| † Panthera atrox (Lion d'Amérique) \| \| \| \| |
|  | |
|  | † Panthera spelaea (Lion des cavernes d'Eurasie)                                                                        |
|  | |
|  | † Panthera atrox (Lion d'Amérique)                                                                                      |
|  | |

|  | † Panthera spelaea (Lion des cavernes d'Eurasie) |
|  |                                                  |
|  | † Panthera atrox (Lion d'Amérique)               |
|  |                                                  |

|  | \| \| † Panthera gombaszoegensis (Jaguar européen) \| \| \| \| \| \| Panthera onca (Jaguar) \| \| \| \| |
|  | |
|  | † Panthera gombaszoegensis (Jaguar européen)                                                            |
|  | |
|  | Panthera onca (Jaguar)                                                                                  |
|  | |

|  | † Panthera gombaszoegensis (Jaguar européen) |
|  |                                              |
|  | Panthera onca (Jaguar)                       |
|  |                                              |

|  | Panthera leo (Lion) |
|  | |
|  | \| \| † Panthera spelaea (Lion des cavernes d'Eurasie) \| \| \| \| \| \| † Panthera atrox (Lion d'Amérique) \| \| \| \| |
|  | |
|  | † Panthera spelaea (Lion des cavernes d'Eurasie)                                                                        |
|  | |
|  | † Panthera atrox (Lion d'Amérique)                                                                                      |
|  | |

|  | † Panthera spelaea (Lion des cavernes d'Eurasie) |
|  |                                                  |
|  | † Panthera atrox (Lion d'Amérique)               |
|  |                                                  |

|  | Panthera leo (Lion) |
|  | |
|  | \| \| † Panthera spelaea (Lion des cavernes d'Eurasie) \| \| \| \| \| \| † Panthera atrox (Lion d'Amérique) \| \| \| \| |
|  | |
|  | † Panthera spelaea (Lion des cavernes d'Eurasie)                                                                        |
|  | |
|  | † Panthera atrox (Lion d'Amérique)                                                                                      |
|  | |

|  | † Panthera spelaea (Lion des cavernes d'Eurasie) |
|  |                                                  |
|  | † Panthera atrox (Lion d'Amérique)               |
|  |                                                  |

|  | Panthera leo (Lion) |
|  | |
|  | \| \| † Panthera spelaea (Lion des cavernes d'Eurasie) \| \| \| \| \| \| † Panthera atrox (Lion d'Amérique) \| \| \| \| |
|  | |
|  | † Panthera spelaea (Lion des cavernes d'Eurasie)                                                                        |
|  | |
|  | † Panthera atrox (Lion d'Amérique)                                                                                      |
|  | |

|  | † Panthera spelaea (Lion des cavernes d'Eurasie) |
|  |                                                  |
|  | † Panthera atrox (Lion d'Amérique)               |
|  |                                                  |

|  | Panthera leo (Lion) |
|  | |
|  | \| \| † Panthera spelaea (Lion des cavernes d'Eurasie) \| \| \| \| \| \| † Panthera atrox (Lion d'Amérique) \| \| \| \| |
|  | |
|  | † Panthera spelaea (Lion des cavernes d'Eurasie)                                                                        |
|  | |
|  | † Panthera atrox (Lion d'Amérique)                                                                                      |
|  | |

|  | † Panthera spelaea (Lion des cavernes d'Eurasie) |
|  |                                                  |
|  | † Panthera atrox (Lion d'Amérique)               |
|  |                                                  |

|  | \| \| † Panthera blytheae \| \| \| \| \| \| Panthera uncia (Panthère des neiges) \| \| \| \| |
|  |                                                                                              |
|  | † Panthera blytheae                                                                          |
|  |                                                                                              |
|  | Panthera uncia (Panthère des neiges)                                                         |
|  |                                                                                              |

|  | † Panthera blytheae                  |
|  |                                      |
|  | Panthera uncia (Panthère des neiges) |
|  |                                      |

|  | \| \| † Panthera zdanskyi (Tigre de Longdan) \| \| \| \| \| \| Panthera tigris (Tigre) \| \| \| \| |
|  | |
|  | † Panthera zdanskyi (Tigre de Longdan)                                                             |
|  | |
|  | Panthera tigris (Tigre)                                                                            |
|  | |

|  | † Panthera zdanskyi (Tigre de Longdan) |
|  |                                        |
|  | Panthera tigris (Tigre)                |
|  |                                        |

|  | \| \| † Panthera blytheae \| \| \| \| \| \| Panthera uncia (Panthère des neiges) \| \| \| \| |
|  |                                                                                              |
|  | † Panthera blytheae                                                                          |
|  |                                                                                              |
|  | Panthera uncia (Panthère des neiges)                                                         |
|  |                                                                                              |

|  | † Panthera blytheae                  |
|  |                                      |
|  | Panthera uncia (Panthère des neiges) |
|  |                                      |

|  | \| \| † Panthera zdanskyi (Tigre de Longdan) \| \| \| \| \| \| Panthera tigris (Tigre) \| \| \| \| |
|  | |
|  | † Panthera zdanskyi (Tigre de Longdan)                                                             |
|  | |
|  | Panthera tigris (Tigre)                                                                            |
|  | |

|  | † Panthera zdanskyi (Tigre de Longdan) |
|  |                                        |
|  | Panthera tigris (Tigre)                |
|  |                                        |

|  | \| \| † Panthera gombaszoegensis (Jaguar européen) \| \| \| \| \| \| Panthera onca (Jaguar) \| \| \| \| |
|  | |
|  | † Panthera gombaszoegensis (Jaguar européen)                                                            |
|  | |
|  | Panthera onca (Jaguar)                                                                                  |
|  | |

|  | † Panthera gombaszoegensis (Jaguar européen) |
|  |                                              |
|  | Panthera onca (Jaguar)                       |
|  |                                              |

|  | Panthera leo (Lion) |
|  | |
|  | \| \| † Panthera spelaea (Lion des cavernes d'Eurasie) \| \| \| \| \| \| † Panthera atrox (Lion d'Amérique) \| \| \| \| |
|  | |
|  | † Panthera spelaea (Lion des cavernes d'Eurasie)                                                                        |
|  | |
|  | † Panthera atrox (Lion d'Amérique)                                                                                      |
|  | |

|  | † Panthera spelaea (Lion des cavernes d'Eurasie) |
|  |                                                  |
|  | † Panthera atrox (Lion d'Amérique)               |
|  |                                                  |

|  | Panthera leo (Lion) |
|  | |
|  | \| \| † Panthera spelaea (Lion des cavernes d'Eurasie) \| \| \| \| \| \| † Panthera atrox (Lion d'Amérique) \| \| \| \| |
|  | |
|  | † Panthera spelaea (Lion des cavernes d'Eurasie)                                                                        |
|  | |
|  | † Panthera atrox (Lion d'Amérique)                                                                                      |
|  | |

|  | † Panthera spelaea (Lion des cavernes d'Eurasie) |
|  |                                                  |
|  | † Panthera atrox (Lion d'Amérique)               |
|  |                                                  |

|  | Panthera leo (Lion) |
|  | |
|  | \| \| † Panthera spelaea (Lion des cavernes d'Eurasie) \| \| \| \| \| \| † Panthera atrox (Lion d'Amérique) \| \| \| \| |
|  | |
|  | † Panthera spelaea (Lion des cavernes d'Eurasie)                                                                        |
|  | |
|  | † Panthera atrox (Lion d'Amérique)                                                                                      |
|  | |

|  | † Panthera spelaea (Lion des cavernes d'Eurasie) |
|  |                                                  |
|  | † Panthera atrox (Lion d'Amérique)               |
|  |                                                  |

|  | Panthera leo (Lion) |
|  | |
|  | \| \| † Panthera spelaea (Lion des cavernes d'Eurasie) \| \| \| \| \| \| † Panthera atrox (Lion d'Amérique) \| \| \| \| |
|  | |
|  | † Panthera spelaea (Lion des cavernes d'Eurasie)                                                                        |
|  | |
|  | † Panthera atrox (Lion d'Amérique)                                                                                      |
|  | |

|  | † Panthera spelaea (Lion des cavernes d'Eurasie) |
|  |                                                  |
|  | † Panthera atrox (Lion d'Amérique)               |
|  |                                                  |

|  | \| \| † Panthera gombaszoegensis (Jaguar européen) \| \| \| \| \| \| Panthera onca (Jaguar) \| \| \| \| |
|  | |
|  | † Panthera gombaszoegensis (Jaguar européen)                                                            |
|  | |
|  | Panthera onca (Jaguar)                                                                                  |
|  | |

|  | † Panthera gombaszoegensis (Jaguar européen) |
|  |                                              |
|  | Panthera onca (Jaguar)                       |
|  |                                              |

|  | Panthera leo (Lion) |
|  | |
|  | \| \| † Panthera spelaea (Lion des cavernes d'Eurasie) \| \| \| \| \| \| † Panthera atrox (Lion d'Amérique) \| \| \| \| |
|  | |
|  | † Panthera spelaea (Lion des cavernes d'Eurasie)                                                                        |
|  | |
|  | † Panthera atrox (Lion d'Amérique)                                                                                      |
|  | |

|  | † Panthera spelaea (Lion des cavernes d'Eurasie) |
|  |                                                  |
|  | † Panthera atrox (Lion d'Amérique)               |
|  |                                                  |

|  | Panthera leo (Lion) |
|  | |
|  | \| \| † Panthera spelaea (Lion des cavernes d'Eurasie) \| \| \| \| \| \| † Panthera atrox (Lion d'Amérique) \| \| \| \| |
|  | |
|  | † Panthera spelaea (Lion des cavernes d'Eurasie)                                                                        |
|  | |
|  | † Panthera atrox (Lion d'Amérique)                                                                                      |
|  | |

|  | † Panthera spelaea (Lion des cavernes d'Eurasie) |
|  |                                                  |
|  | † Panthera atrox (Lion d'Amérique)               |
|  |                                                  |

|  | Panthera leo (Lion) |
|  | |
|  | \| \| † Panthera spelaea (Lion des cavernes d'Eurasie) \| \| \| \| \| \| † Panthera atrox (Lion d'Amérique) \| \| \| \| |
|  | |
|  | † Panthera spelaea (Lion des cavernes d'Eurasie)                                                                        |
|  | |
|  | † Panthera atrox (Lion d'Amérique)                                                                                      |
|  | |

|  | † Panthera spelaea (Lion des cavernes d'Eurasie) |
|  |                                                  |
|  | † Panthera atrox (Lion d'Amérique)               |
|  |                                                  |

|  | Panthera leo (Lion) |
|  | |
|  | \| \| † Panthera spelaea (Lion des cavernes d'Eurasie) \| \| \| \| \| \| † Panthera atrox (Lion d'Amérique) \| \| \| \| |
|  | |
|  | † Panthera spelaea (Lion des cavernes d'Eurasie)                                                                        |
|  | |
|  | † Panthera atrox (Lion d'Amérique)                                                                                      |
|  | |

|  | † Panthera spelaea (Lion des cavernes d'Eurasie) |
|  |                                                  |
|  | † Panthera atrox (Lion d'Amérique)               |
|  |                                                  |

Cladogramme des Pantherinae d'après Tseng et al. (2013) :
|  | \| \| P. uncia \| \| \| \| \| \| Panthera blytheae † \| \| \| \| |
|  |                                                                  |
|  | P. tigris                                                        |
|  |                                                                  |
|  | P. uncia                                                         |
|  |                                                                  |
|  | Panthera blytheae †                                              |
|  |                                                                  |

|  | P. uncia            |
|  |                     |
|  | Panthera blytheae † |
|  |                     |

|  | \| \| P. atrox † \| \| \| \| \| \| P. spelaea † \| \| \| \| |
|  |                                                             |
|  | P. leo                                                      |
|  |                                                             |
|  | P. atrox †                                                  |
|  |                                                             |
|  | P. spelaea †                                                |
|  |                                                             |

|  | P. atrox †   |
|  |              |
|  | P. spelaea † |
|  |              |

|  | \| \| P. atrox † \| \| \| \| \| \| P. spelaea † \| \| \| \| |
|  |                                                             |
|  | P. leo                                                      |
|  |                                                             |
|  | P. atrox †                                                  |
|  |                                                             |
|  | P. spelaea †                                                |
|  |                                                             |

|  | P. atrox †   |
|  |              |
|  | P. spelaea † |
|  |              |

|  | \| \| P. atrox † \| \| \| \| \| \| P. spelaea † \| \| \| \| |
|  |                                                             |
|  | P. leo                                                      |
|  |                                                             |
|  | P. atrox †                                                  |
|  |                                                             |
|  | P. spelaea †                                                |
|  |                                                             |

|  | P. atrox †   |
|  |              |
|  | P. spelaea † |
|  |              |

|  | \| \| P. atrox † \| \| \| \| \| \| P. spelaea † \| \| \| \| |
|  |                                                             |
|  | P. leo                                                      |
|  |                                                             |
|  | P. atrox †                                                  |
|  |                                                             |
|  | P. spelaea †                                                |
|  |                                                             |

|  | P. atrox †   |
|  |              |
|  | P. spelaea † |
|  |              |

|  | \| \| P. uncia \| \| \| \| \| \| Panthera blytheae † \| \| \| \| |
|  |                                                                  |
|  | P. tigris                                                        |
|  |                                                                  |
|  | P. uncia                                                         |
|  |                                                                  |
|  | Panthera blytheae †                                              |
|  |                                                                  |

|  | P. uncia            |
|  |                     |
|  | Panthera blytheae † |
|  |                     |

|  | \| \| P. atrox † \| \| \| \| \| \| P. spelaea † \| \| \| \| |
|  |                                                             |
|  | P. leo                                                      |
|  |                                                             |
|  | P. atrox †                                                  |
|  |                                                             |
|  | P. spelaea †                                                |
|  |                                                             |

|  | P. atrox †   |
|  |              |
|  | P. spelaea † |
|  |              |

|  | \| \| P. atrox † \| \| \| \| \| \| P. spelaea † \| \| \| \| |
|  |                                                             |
|  | P. leo                                                      |
|  |                                                             |
|  | P. atrox †                                                  |
|  |                                                             |
|  | P. spelaea †                                                |
|  |                                                             |

|  | P. atrox †   |
|  |              |
|  | P. spelaea † |
|  |              |

|  | \| \| P. atrox † \| \| \| \| \| \| P. spelaea † \| \| \| \| |
|  |                                                             |
|  | P. leo                                                      |
|  |                                                             |
|  | P. atrox †                                                  |
|  |                                                             |
|  | P. spelaea †                                                |
|  |                                                             |

|  | P. atrox †   |
|  |              |
|  | P. spelaea † |
|  |              |

|  | \| \| P. atrox † \| \| \| \| \| \| P. spelaea † \| \| \| \| |
|  |                                                             |
|  | P. leo                                                      |
|  |                                                             |
|  | P. atrox †                                                  |
|  |                                                             |
|  | P. spelaea †                                                |
|  |                                                             |

|  | P. atrox †   |
|  |              |
|  | P. spelaea † |
|  |              |

|  | \| \| P. uncia \| \| \| \| \| \| Panthera blytheae † \| \| \| \| |
|  |                                                                  |
|  | P. tigris                                                        |
|  |                                                                  |
|  | P. uncia                                                         |
|  |                                                                  |
|  | Panthera blytheae †                                              |
|  |                                                                  |

|  | P. uncia            |
|  |                     |
|  | Panthera blytheae † |
|  |                     |

|  | \| \| P. atrox † \| \| \| \| \| \| P. spelaea † \| \| \| \| |
|  |                                                             |
|  | P. leo                                                      |
|  |                                                             |
|  | P. atrox †                                                  |
|  |                                                             |
|  | P. spelaea †                                                |
|  |                                                             |

|  | P. atrox †   |
|  |              |
|  | P. spelaea † |
|  |              |

|  | \| \| P. atrox † \| \| \| \| \| \| P. spelaea † \| \| \| \| |
|  |                                                             |
|  | P. leo                                                      |
|  |                                                             |
|  | P. atrox †                                                  |
|  |                                                             |
|  | P. spelaea †                                                |
|  |                                                             |

|  | P. atrox †   |
|  |              |
|  | P. spelaea † |
|  |              |

|  | \| \| P. atrox † \| \| \| \| \| \| P. spelaea † \| \| \| \| |
|  |                                                             |
|  | P. leo                                                      |
|  |                                                             |
|  | P. atrox †                                                  |
|  |                                                             |
|  | P. spelaea †                                                |
|  |                                                             |

|  | P. atrox †   |
|  |              |
|  | P. spelaea † |
|  |              |

|  | \| \| P. atrox † \| \| \| \| \| \| P. spelaea † \| \| \| \| |
|  |                                                             |
|  | P. leo                                                      |
|  |                                                             |
|  | P. atrox †                                                  |
|  |                                                             |
|  | P. spelaea †                                                |
|  |                                                             |

|  | P. atrox †   |
|  |              |
|  | P. spelaea † |
|  |              |

|  | \| \| P. uncia \| \| \| \| \| \| Panthera blytheae † \| \| \| \| |
|  |                                                                  |
|  | P. tigris                                                        |
|  |                                                                  |
|  | P. uncia                                                         |
|  |                                                                  |
|  | Panthera blytheae †                                              |
|  |                                                                  |

|  | P. uncia            |
|  |                     |
|  | Panthera blytheae † |
|  |                     |

|  | \| \| P. atrox † \| \| \| \| \| \| P. spelaea † \| \| \| \| |
|  |                                                             |
|  | P. leo                                                      |
|  |                                                             |
|  | P. atrox †                                                  |
|  |                                                             |
|  | P. spelaea †                                                |
|  |                                                             |

|  | P. atrox †   |
|  |              |
|  | P. spelaea † |
|  |              |

|  | \| \| P. atrox † \| \| \| \| \| \| P. spelaea † \| \| \| \| |
|  |                                                             |
|  | P. leo                                                      |
|  |                                                             |
|  | P. atrox †                                                  |
|  |                                                             |
|  | P. spelaea †                                                |
|  |                                                             |

|  | P. atrox †   |
|  |              |
|  | P. spelaea † |
|  |              |

|  | \| \| P. atrox † \| \| \| \| \| \| P. spelaea † \| \| \| \| |
|  |                                                             |
|  | P. leo                                                      |
|  |                                                             |
|  | P. atrox †                                                  |
|  |                                                             |
|  | P. spelaea †                                                |
|  |                                                             |

|  | P. atrox †   |
|  |              |
|  | P. spelaea † |
|  |              |

|  | \| \| P. atrox † \| \| \| \| \| \| P. spelaea † \| \| \| \| |
|  |                                                             |
|  | P. leo                                                      |
|  |                                                             |
|  | P. atrox †                                                  |
|  |                                                             |
|  | P. spelaea †                                                |
|  |                                                             |

|  | P. atrox †   |
|  |              |
|  | P. spelaea † |
|  |              |

D’âge plus récent, d’autres espèces fossiles du Genre Panthera, proches des espèces actuelles, sont connues :
- Panthera zdanskyi : une forme ancestrale de tigre décrite en 2011 à partir de restes trouvés dans la province de Gansu, en Chine, âgée d’environ 2,5 - 2,1 millions d’années. D’autres fossiles de tigres sont connus du Pléistocène inférieur à supérieur en Asie[8],[9] ;

- Panthera palaeosinensis : dont l’âge et la position systématique n’est pas exactement connue. Cette espèce, découverte au nord de la Chine, serait une forme primitive de tigre ou de léopard âgée d’environ 2,6 - 2,1 millions d’années [10] ;

- Panthera (onca) gombaszoegensis : dont les fossiles les plus anciens sont datés de 1,7 million d’années en provenance de Géorgie et de 1,6 million d’années en Italie, était répandu en Europe et au Moyen-Orient et s’est éteint au Pléistocène moyen il y a environ 300 000 ans[8],[11]. D’autres fossiles de jaguar sont connus du Pléistocène moyen et supérieur d’Amérique du Nord et du Sud[11] ;

- Panthera spelaea : du Pléistocène d’Eurasie, s’étant installé en Europe il y a environ 700 000 ans à partir d’une lignée primitive de P. leo, puis s’étant développé en Eurasie dès le Pléistocène moyen. Ses fossiles sont connus de l’Espagne jusqu’en Sibérie et en Alaska. L’espèce s’est éteinte il y a environ 10 000 ans. D’autres fossiles sont connus du Pléistocène d’Afrique[3],[8] ;

- Panthera atrox : du Pléistocène supérieur d’Amérique du Nord, une espèce dérivée de P. spelaea s’étant établie en Amérique il y a environ 300 000 ans, qui s'est éteinte il y a environ 10 000 ans[3].

Historiquement, le genre Panthera est donc apparu en Asie dès le Miocène supérieur, puis s'est développé vers l'Afrique à la fin du Pliocène. Cet essor coïncide avec celui des savanes peu boisées, et d'un changement des faunes avec l'apparition d'espèces adaptées aux milieux ouverts, notamment en Afrique. Durant le Pléistocène, le genre Panthera colonisa le reste du monde, avec son apparition à deux reprises sur le continent européen, puis en Amérique du Nord et enfin du Sud.

## Panthera blytheaeet la faune de la formation Zanda, au Tibet
Panthera blytheae provient de la formation Zanda, au Tibet, dont les gisements ont livré une faune vertébrée florissante âgée du Pliocène. Cette formation a notamment livré les restes de deux espèces, Hipparion zandaense et Coelodonta thibetana. À l’exception de Coelodonta antiquitatis, largement répandu en Eurasie au Pléistocène supérieur, d’autres espèces du genre Coelodonta sont connues du Pléistocène inférieur et moyen de Chine, l’ancienneté de C. thibetana suggère une origine tibétaine du genre. Selon les mêmes auteurs, il est raisonnable de penser que le yack (Bos mutus) et le mouflon (Ovis ammon) seraient également originaires du plateau tibétain.
Cette formation a également livré les restes de nombreux rongeurs, carnivores (dont les hyènes Chasmaporthetes, Pliocrocuta), artiodactyles (Qurliqnoria, Pseudois, Metacervulus et la girafe Paleotragus), périssodactyles (dont Hipparion du Pliocène, remplacé au Pléistocène par Equus) et proboscidiens. Cette faune est typique de l’époque dans les plaines asiatiques, mais elle comprend également certains genres dont les descendants sont endémiques aux plateaux tibétains, tels que Qurlignoria (genre proche du chiru, Pantholops hodgsonii), Pseudois (bharal), Panthera et certains rongeurs tels que le genre Ochotona.
Panthera bytheae devait être un prédateur agile et rapide, qui devait évoluer au sein de steppes herbeuses et semi-boisées. À la manière des grands félins actuels, il devait se nourrir de petits mammifères et, à l'instar de l'once actuel, des espèces des genres Qurlignoria, et Pseudois.